# Ophiuche gaudialis
Ophiuche gaudialis là một loài bướm đêm trong họ Erebidae.